# Mistrovství světa v biatlonu 2025 – smíšená štafeta
Smíšená štafeta na 4 × 6 km na Mistrovství světa v biatlonu 2025 se konala ve středu 12. února v Lenzerheide na biatlonovém stadionu Roland Arena jako zahajovací závod šampionátu. Start smíšené štafety proběhl v 14:30 hodin středoevropského času. Do závodu nastoupilo 4 národních štafet. Dvě ženy a dva muži každý úsek o délce 6 km.
Obhájcem vítězství byla štafeta Francie, která v obměněném složení – Julia Simonová, Lou Jeanmonnotová, Éric Perrot a Émilien Jacquelin – vítězství obhájila. Druhé místo obsadila česká štafeta. Bronzové medaile získalo Německo.

## Průběh závodu
Úvodní závod mistrovství světa se jel za velkého tepla a před jen málo zaplněnými tribunami.
V prvním kole došlo mezi Švédkou Annou Magnusonovou a Francouzkou Julií Simonovou ke kolizi, která však vývoj závodu nepoznamenala. V čele se s malým náskokem udržovala Finka Suvi Minkkinenová, kterou však před předávkou Simonová předjela. Překvapením byla pozice norské štafety, když Ingrid Landmark Tandrevoldová musela celkem na dvě trestaná kola a klesla na předposlední místo. Za Česko jela Jessica Jislová, která se udržovala ve vedoucí skupině, potřebovala při střelbě jen jeden náhradní nápoj a předávala čtvrtá. Tereza Voborníková pak sice musela vleže dvakrát dobíjet, ale vstoje zastřílela velmi rychle a předávala třetí prakticky současně s druhou Italkou Dorotheou Wiererovou. V čele si mezitím zásluhou Lou Jeanmonotové a po ní Érica Perrota upevňovala náskok Francie. Za ně se díky čisté střelbě Vítězslava Horniga vleže dostal český tým. Ten při střelbě vstoje sice potřeboval všechny tři náhradní náboje, čímž jej předjel Ital Lukas Hofer, ale Hornig udržel třetí místo těsně před Německem. Na posledním úseku český tým reprezentoval Michal Krčmář. Předjel Itala Tommasso Giacomela, který musel na trestné kolo, ale dostal se před něj rychleji střílející Němec Justus Strelow. Při poslední střelbě musel Krčmář dvakrát opravovat a odjížděl 20 vteřin za Strelowem. Deset vteřin za ním vyjížděl Nor Johannes Thingnes Bø a Švéd Sebastian Samuelsson. Krčmář jim však ujížděl a naopak se přibližoval viditelně unavenému Strelowovi. „V posledním kopci jsem viděl Justuse Strelowa, že je unavenější. Tak jsem si řekl: Zkusím s tím něco udělat - i když s takovým plánem jsem vůbec do posledního kola nevyjížděl. Myslel jsem, že to bude tuhý boj o třetí místo, ale najednou jsem se rval na druhé“ komentoval to Krčmář v euforii po závodu. Za nejvyšším bodem tratě Strelowa předjel a s náskokem dojel jako druhý. Získal tak pro český tým po čtyřech letech medaili z mistrovství světa. Zvítězila francouzská štafeta, která měla před poslední střelbou téměř dvouminutový náskok, takže ani jedno trestné kolo Émiliana Jacqueina její pozici neohrozilo.

## Výsledky
| Zlatá medaile                        | 3  | FrancieJulia Simonová Lou Jeanmonnotová Éric Perrot Émilien Jacquelin                            | 1:04:41,5 16:43,8 17:00,3 15:02,0 15:55,4 | (0+2) (1+4) (0+1) (0+0) (0+0) (0+1) (0+0) (0+0) (0+1) (1+3) |          |
| Stříbrná medaile                     | 8  | ČeskoJessica Jislová Tereza Voborníková Vítězslav Hornig Michal Krčmář                           | 1:05:55,3 17:00,2 17:30,5 15:45,4 15:39,2 | (0+3 (0+6) (0+0) (0+1) (0+2) (0+0) (0+0) (0+3 (0+1) (0+2)   | +1:13,8  |
| Bronzová medaile                     | 4  | NěmeckoSelina Grotianová Franziska Preussová Philipp Nawrath Justus Strelow                      | 1:05:59,9 17:03,4 17:35,6 15:38,4 15:42,5 | (0+5 (0+6) (0+2) (0+2) (0+1) (0+1) (0+2) (0+3 (0+0) (0+0)   | +1:18,4  |
| 4.                                   | 1  | NorskoIngrid Landmark Tandrevoldová Maren Kirkeeideová Sturla Holm Laegreid Johannes Thingnes Bø | 1:06:02,6 18:55,3 17:27,2 15:00,1 14:40,0 | (1+4) (1+4) (1+3) (1+3) (0+1) (0+0) (0+0) (0+1) (0+0) (0+0) | +1:21,1  |
| 5.                                   | 2  | ŠvédskoAnna Magnussonová Hanna Öbergová Martin Ponsiluoma Sebastian Samuelsson                   | 1:06:18,0 17:47,0 17:54,3 15:10,2 15:26,5 | (0+4 1+6) (0+3 (0+0) (0+0) (1+3) (0+1) (0+1) (0+0) (0+2)    | +1:36,5  |
| 6.                                   | 6  | ŠvýcarskoAmy Basergová Lena Häckiová-Großová Sebastian Stalder Niklas Hartweg                    | 1:06:25,6 17:22,7 17:38,9 16:01,4 15:22,6 | (0+9 (0+2) (0+2) (0+0) (0+2) (0+2) (0+3 (0+0) (0+2) (0+0)   | +1:44,1  |
| 7.                                   | 5  | ItálieHannah Auchentallerová Dorothea Wiererová Lukas Hofer Tommaso Giacomel                     | 1:07:22,7 17:03,9 17:26,7 15:45,0 17:07,1 | 1+8 (0+5 (0+1) (0+0) (0+1) (0+1) (0+3 (0+1) (1+3) (0+3      | +2):41,2 |
| 8.                                   | 7  | UkrajinaIryna Petrenková Chrystyna Dmytrenková Anton Dudčenko Dmytro Pidručnyj                   | 1:07:31,1 18:17,8 18:10,8 15:38,6 15:23,9 | (0+0) (0+5 (0+0) (0+2) (0+0) (0+1) (0+0) (0+0)              | +2):49,6 |
| 9.                                   | 10 | FinskoSuvi Minkkinenová Sonja Leinamová Tero Seppälä Olli Hiidensalo                             | 1:07:33,8 16:44,7 19:45,9 15:36,6 15:26,6 | (1+3) (0+1) (0+0) (0+0) (1+3) (0+1) (0+0) (0+0)             | +2):52,3 |
| 10.                                  | 9  | BelgieLotte Lieová Maya Cloetensová Thierry Langer Florent Claude                                | 1:08:01,5 17:24,6 17:37,4 16:44,8 16:14,7 | (1+6) (0+6) (0+1) (0+2) (0+0) (0+1) (1+3) (0+1) (0+2) (0+2) | +3:20,0  |
| 11.                                  | 15 | SlovinskoLena Repincová Anamarija Lampičová Jakov Fak Lovro Planko                               | 1:08:11,2 17:38,3 19:01,5 15:27,4 16:04,0 | (1+4) (1+7) (0+1) (0+2) (1+3) (1+3) (0+0) (0+1)             | +3:29,7  |
| 12.                                  | 16 | SlovenskoPaulína Bátovská Fialková Anastasia Kuzminová Tomáš Sklenárik Artur Iskhakov            | 1:08:16,8 17:02,7 17:47,2 16:23,0 17:03,9 | (0+3) (0+5) (0+0) (0+2) (0+1) (0+0) (0+1) (0+1) (0+1) (0+2) | +3:35,3  |
| 13.                                  | 17 | EstonskoRegina Ermitsová Susan Külmová Kristo Siimer Rene Zahkna                                 | 1:08:46,9 17:42,0 18:59,9 15:32,3 16:32,7 | (0+5) (0+5) (0+2) (0+1) (0+3) (0+0) (0+0) (0+1) (0+0) (0+3) | +4:05,4  |
| 14.                                  | 11 | PolskoNatalia Sidorowiczová Kamila Żuková Konrad Badacz Jan Guńka                                | 1:08:51,7 16:58,7 17:55,3 16:52,5 17:05,2 | (0+5) (1+7) (0+0) (0+1) (0+0) (0+0) (0+3) (0+3) (0+2) (1+3) | +4:10,2  |
| 15.                                  | 13 | BulharskoLora Hristovová Milena Todorovová Vladimir Iliev Blagoy Todev                           | 1:08:58,8 18:10,8 18:01,7 16:05,5 16:40,8 | (1+8) (0+6) (0+2) (0+2) (0+0) (0+1) (0+3) (0+3) (1+3) (0+0) | +4:17,3  |
| 16.                                  | 18 | LitvaJudita Traubaitėová Lidija Žurauskaitėová Maksim Fomin Vytautas Strolia                     | 1:09:06,7 17:56,2 18:38,7 16:23,6 16:08,2 | (0+3) (0+2) (0+0) (0+0) (0+0) (0+1) (0+2) (0+1) (0+1) (0+0) | +4:25,2  |
| 17.                                  | 12 | RakouskoTamara Steinerová Anna Gandlerová Simon Eder David Komatz                                | 1:09:33,5 18:25,0 17:44,8 15:58,2 17:25,5 | (2+7) (0+3) (0+3) (0+0) (0+0) (0+0) (0+1) (0+2) (2+3) (0+1) | +4:52,0  |
| 18.                                  | 23 | MoldavskoAlina Stremousová Aliona Makarovová Maksim Makarov Pavel Magazejev                      | LAP 17:19,1 20:00,5                       | (0+4) (0+3) (0+0) (0+0) (0+2) (0+2) (0+2) (0+1)             |          |
| 19.                                  | 22 | USAChloe Levinsová Deedra Irwinová Maxime Germain Campbell Wright                                | LAP 18:47,6 18:38,6                       | (0+2) (0+2) (0+1) (0+1) (0+0) (0+0)                         |          |
| 20.                                  | 14 | KanadaPascale Paradisová Emma Lunderová Logan Pletz Zachary Connelly                             | LAP 18:00,9 19:11,4                       | (1+5) (0+7) (0+0) (0+1) (0+2) (0+3) (1+3) (0+3)             |          |
| 21.                                  | 19 | RumunskoAnastasia Tolmachevová Elena Chirkovová Raul Flore Cornel Puchianu                       | LAP 18:57,5                               | (1+3) (0+6) (0+0) (0+3) (1+3) (0+3)                         |          |
| 22.                                  | 21 | LotyšskoEstere Volfová Baiba Bendiková Renārs Birkentāls Edgars Mise                             | LAP 20:05,7                               | (2+4) (2+5) (0+1) (0+2) (2+3) (2+3)                         |          |
| 23.                                  | 20 | KazachstánGalina Višněvská-Šeporenková Aisha Rakishevová Nikita Akimov Ivan Darin                | LAP 19:28,1                               | (1+5) (0+4) (0+2) (0+1) (1+3) (0+3)                         |          |
| 24.                                  | 24 | Spojené královstvíShawna Pendryová Chloe Dupontová Matthew Chronicle Sean Benson                 | LAP 18:57,0                               | (1+4) (1+5) (0+1) (0+2) (1+3) (1+3)                         |          |
| Zdroj: LAP – štafeta předjeta o kolo |    |                                                                                                  |                                           |                                                             |          |